# 貨物列車

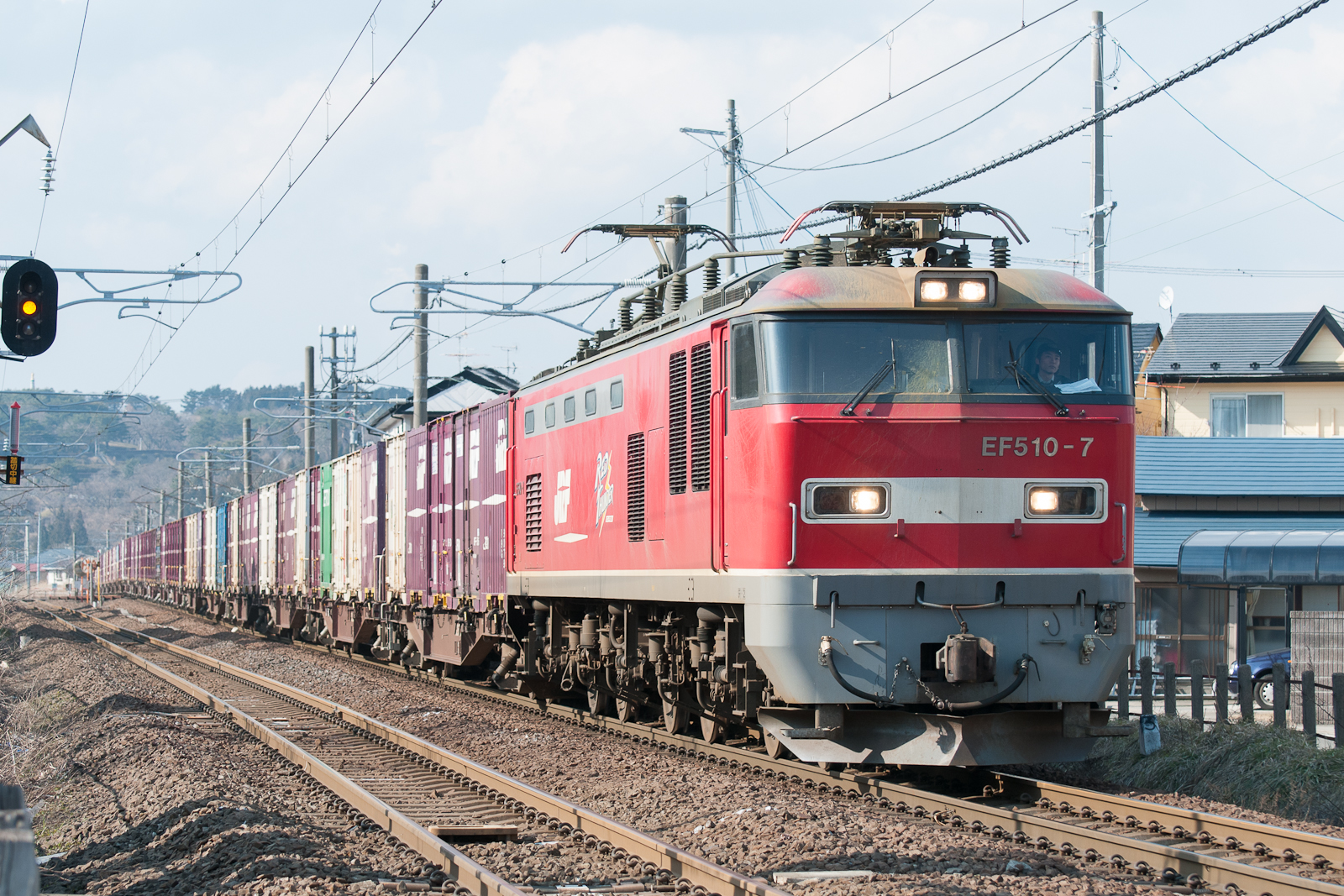
現在の日本の貨物列車

貨物列車（かもつれっしゃ、Freight train）は、鉄道貨物輸送を目的とする列車であり、鉄道発祥以来運転されている。機関車が貨車を牽引する形態が主流であるが、貨車自体が動力を有する電動貨車や気動貨車、あるいは動力分散方式貨物電車も見られる。客車と貨車を併結する混合列車（こんごうれっしゃ）という形態もある（後述）。
鉄道貨物輸送の輸送重量あたりの負荷は、エネルギー消費量はトラックの1/8、CO2排出量はトラックの1/10と効率的である場合が多い。
全貨車が同じ商品を輸送し、途中で分割されることなく同じ出発地から目的地まで輸送される貨物列車はブロックトレイン（Block train）と呼ばれる 。

## 歴史
貨物のために鉄道輸送が使用された最古の記録は、紀元前2,200年頃のバビロンであった。これは馬（場合によっては人間）が、荷車道を引っ張る荷車の形をとっていた。

## 構成

### 機関車
貨物列車はほぼ例外なく機関車によって動力を供給されている。歴史的には蒸気機関車が主流であったが、1920年代に入ると蒸気機関車に代わって、信頼性が高く排出ガスがクリーンでコストが低い、ディーゼル機関車と電気機関車が登場した。

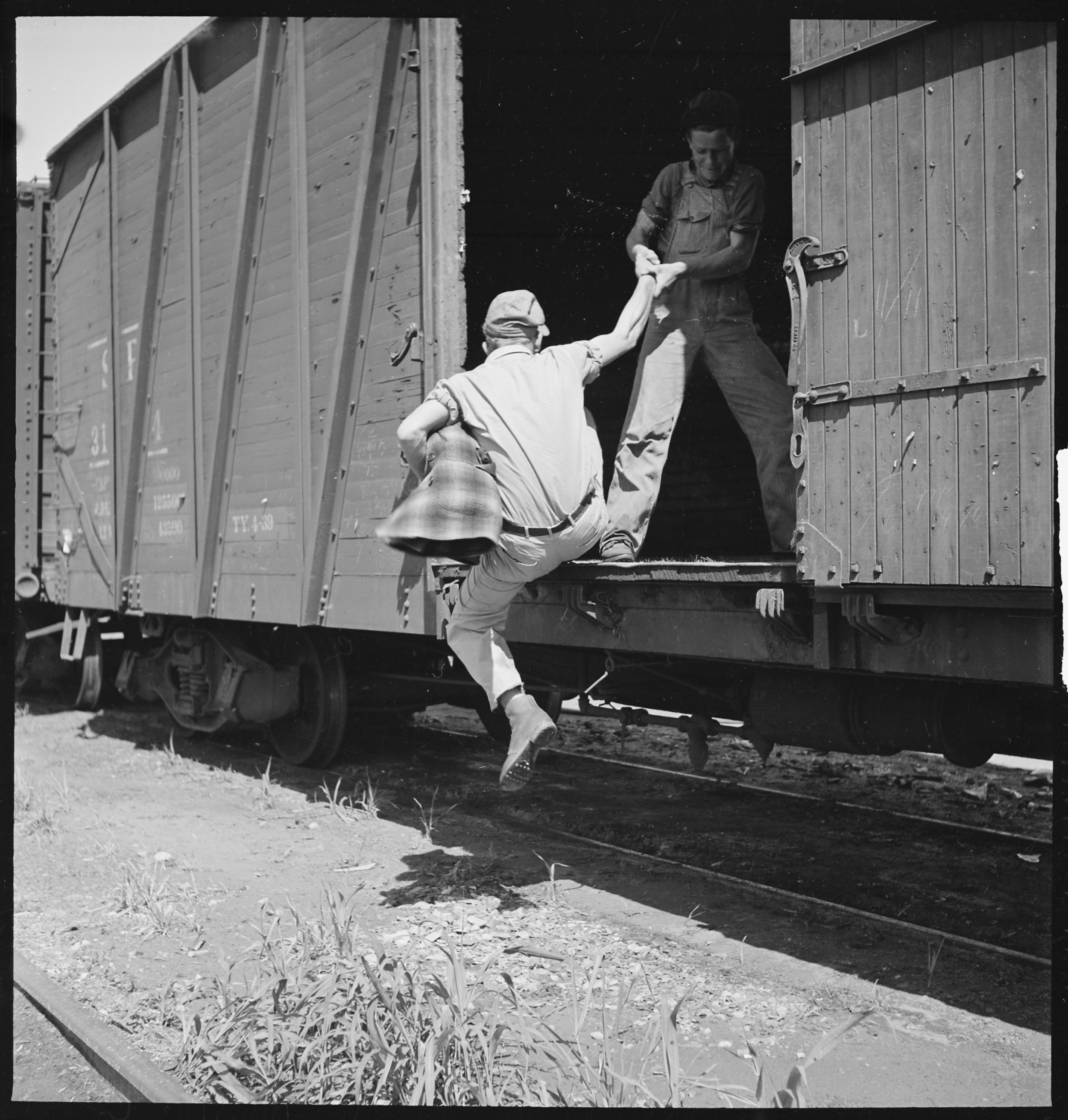
Freighthopping

### 貨車
貨物列車は貨車（物品貨車）で貨物を運ぶ。一般的に貨車には動力がなく、さまざまな種類の物品を運ぶように設計されている。
貨物列車には、お金や合法的に旅行する意欲のない人が不法乗車することがあり、これはホッピング（Freighthopping）と呼ばれる行為である。ほとんどのホッパーは車両基地に忍び込み、有蓋車両に密航乗車する。大胆なホッパーは「その場で」、つまり走行中の列車に飛び乗ることがあり、時折死亡事故を引起こすが、そのいくつかは記録に残らない。貨物列車に飛び乗って町や地域を離れる行為は、町から電車に乗る場合と同様に、キャッチアウト（catching-out）と呼ばれることもある。

### 混合列車

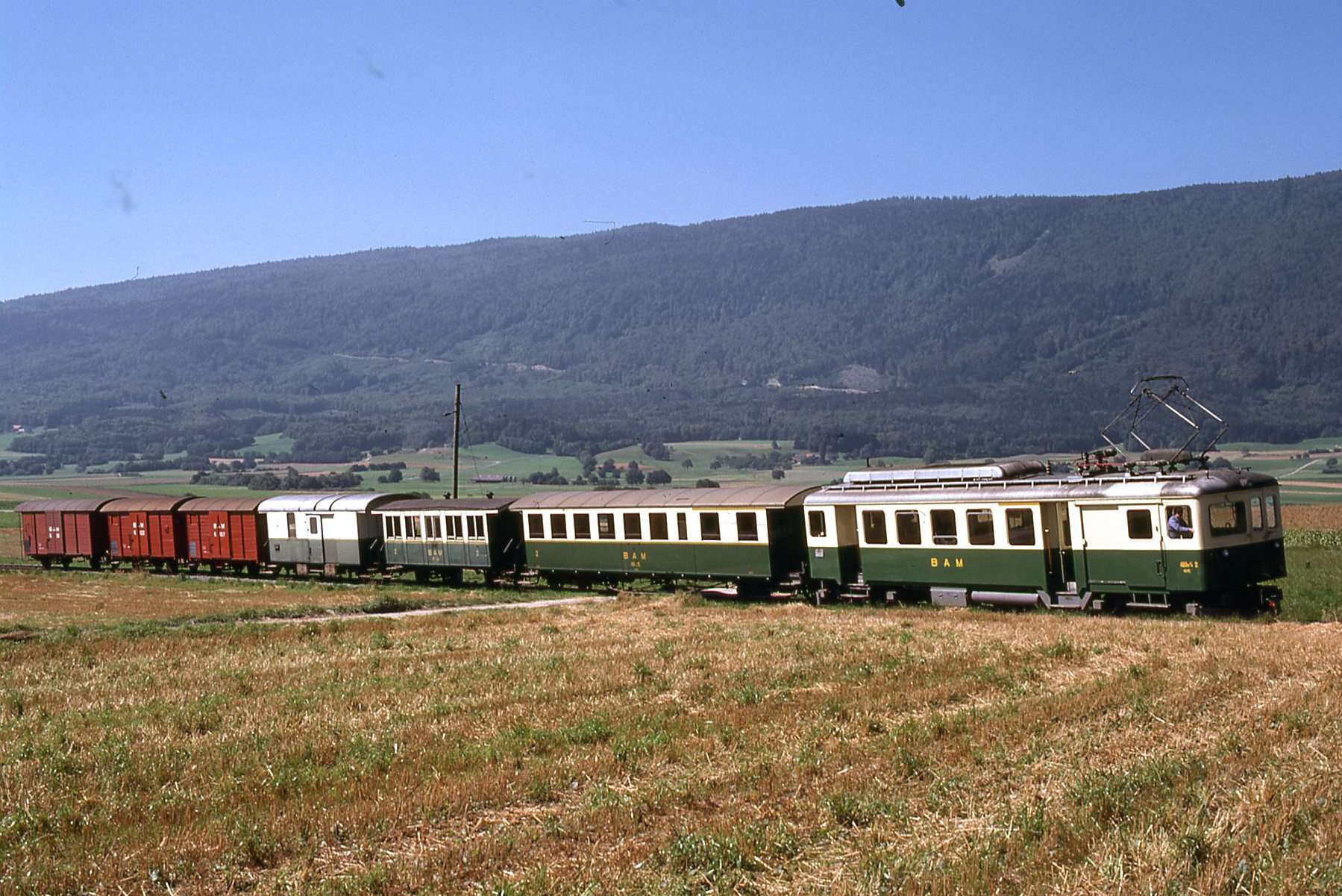
スイスにおける混合列車（1970年代頃）

混合列車（こんごうれっしゃ）は1本の列車に客車と貨車の両方を連結する運行形態である。英語"Mixed train"より「ミキスト（またはミクスト）」とも呼ばれる。ローカル路線においては機関車の車両数や乗務員・駅員数に幹線のような余裕がないケースが多く、別個の列車により運行するより1本の列車にまとめた方が合理的な面がある。
一方で貨車の入換作業に時間を要するため、途中駅での停車時間を多く確保する必要がある。その分、速達性が損なわれ、貨車の両数により客車がホームを外れ、客車の連結位置により機関車から熱源を供給する列車暖房が使用できなくなることもある。かつての客車の暖房は機関車から供給される蒸気を使用していたが、客車と機関車間に引き通し用蒸気管を持たない貨車が入ることで暖房用蒸気供給ができなくなる。肥薩線等のように機関車の次位に客車を連結してその後に貨車を連結した例もあるが、この場合は入換作業が不便となる。更に列車分離事故を起こすと、防護乗務員（車掌）がいなければ、編成ごと動けなくなる。北海道や東北地方では蒸気管が使えない場合、ダルマストーブやウェバスト式、五光式等独立式暖房装置を用いていた。
必ずしも客車列車によるものとは限らず、貨物が僅少な路線の場合、宮之城線や旭川電気軌道等一部ローカル私鉄のように電車や気動車が貨車を牽引した例もある。この場合は駅での入換は客を乗せたまま行うことになる。貨物中心の鉄道では、福知山線支線となり1981年に旅客営業が廃止された塚口駅 - 尼崎港駅間の通称尼崎港線等、貨物列車の最後尾にごく少数の客車を連結している例も見られた。
日本の普通鉄道では1987年の三菱石炭鉱業大夕張鉄道線廃止と共に消滅したが、その後に運転された「カートレイン」も客車と貨車を併結した形態の列車である。ワキ8000形のように貨客両用と言う車両も存在したが、この場合の「客」は荷物列車で乗客を乗せていない。2010年代以降は宅配業者との連携で一般列車に荷物を混載して運行する事例も増えている。
このほか、鋼索鉄道で近鉄西信貴鋼索線コ7形が、貨物車であるコニ7形を連結可能で、立山ケーブルカーも貨車を連結して運転することがある。

## 各国の貨物列車

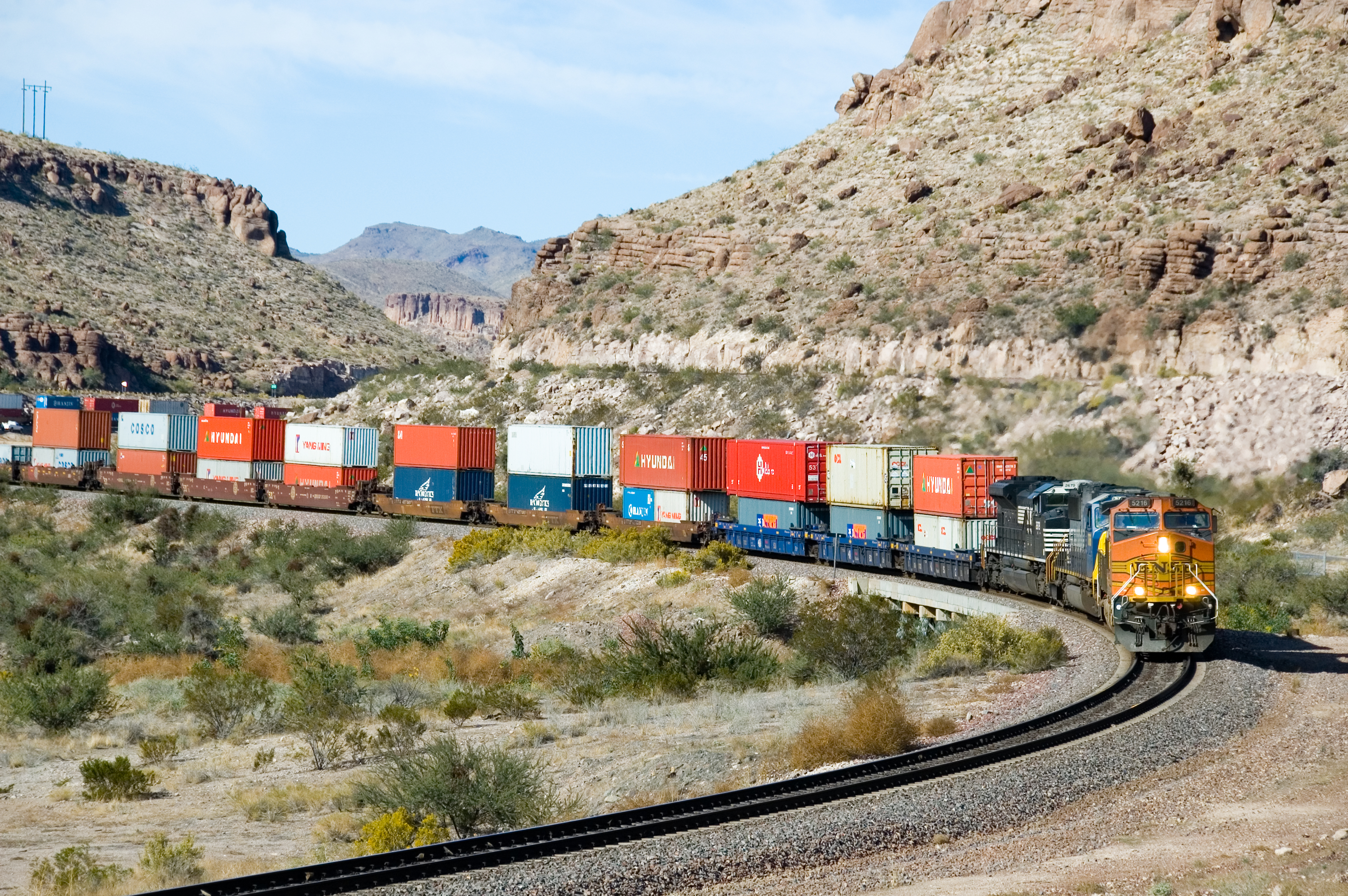
ダブルスタックカーを連ねたアメリカのコンテナ列車（アリゾナ州）

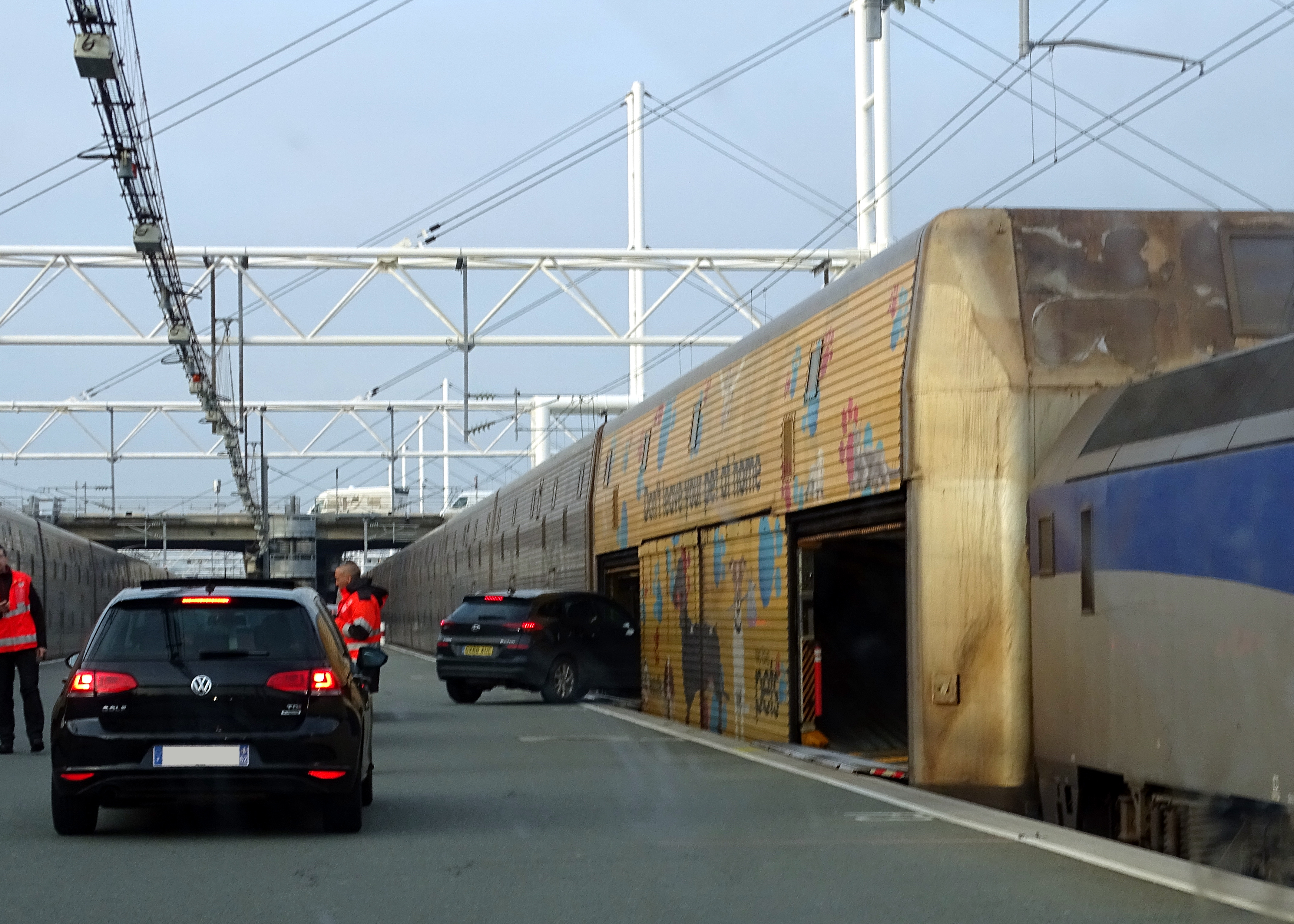
ユーロトンネルシャトルにおける自動車の積載光景

大陸国家では現在においても最も安価で効率的な貨物の陸上輸送手段として物流の主役である。特にアメリカ合衆国やカナダ等北アメリカでは海上コンテナを2段積みにしたダブルスタックカーを100両近く連ねた長大な貨物列車が運転され、ピギーバック輸送やデュアルモードトレーラーシステム等、他の陸上輸送手段との連携も進んでいる。
大陸横断鉄道を用いて従来船舶で輸送していた貨物を陸上輸送にシフトするランドブリッジ構想が提唱されている。高速な輸送が可能となる利点があるが一方で鉄道施設の近代化、通過国の関税上の扱い、盗難・損傷などの問題、密輸・密航対策など課題も多い。ヨーロッパと中国大陸沿岸部・ロシア極東部を結ぶユーラシアランドブリッジが有名である。中国政府はこのルートを使う一帯一路構想（インド洋経由の海路との併用）を推進している。

### アメリカ合衆国
米国では1830年に客車を貨車を連結して牽引する蒸気機関車が開通した。1915年に鉄道路線総延長が42万kmに達して、世界一となった。第二次世界大戦後は高速道路網と航空便が発達し、大都市圏通勤輸送等を除き鉄道による旅客輸送は急速に衰退した。一方、貨物輸送は輸送力が大きくなる程高速道路や航空輸送に対して有利であり、現代に至るまで鉄道による貨物輸送は活発である。

### ヨーロッパ
フランスのTGVでは郵便列車や小包列車等が運行されている。ヨーロッパではユーロトンネルシャトル等自動車を積載したカートレインも運行されている。

### 中国

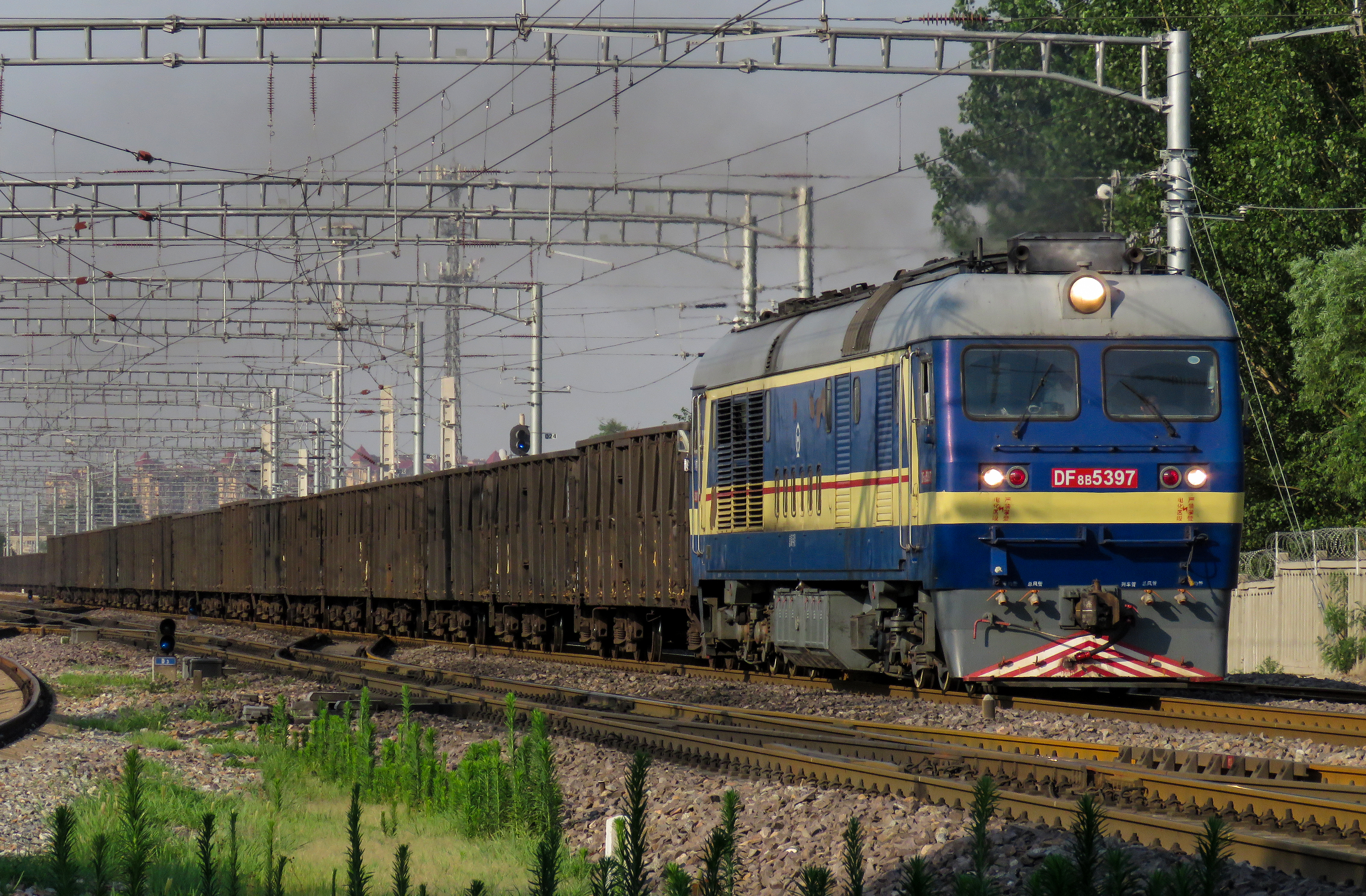
中国のDF8B型を先頭とした貨物列車

中国では鉄道貨物輸送需要が急激に増大しており、2009年に貨物輸送量が2兆5239億1700万トンキロに達し、米国を抜いて世界第一位の鉄道貨物輸送量となった。米国とは異なり鉄道による旅客輸送量も増加しており、貨物列車による輸送力を強化できないことから旅客列車と貨物列車の鉄路を分ける貨客分離が進められている。一部炭鉱鉄道では蒸気機関車が牽引する石炭輸送列車が運行されている。

### 日本
日本におけるブロックトレインには、以下が存在する。
- スーパーレールカーゴ （佐川急便グループ）[3]
- TOYOTA LONGPASS EXPRESS （トヨタグループ）[3][11]
- スーパーグリーン・シャトル列車（全国通運など通運事業者混載）[3][12]
- 福山レールエクスプレス （福山通運グループ）[3][13][11]
- カンガルーライナーSS60 （西濃運輸グループ; 日本フレートライナー受託）[3][14][11]
- クリーンかわさき号 （川崎市; 全国通運受託）[15]
- 全農号（全国農業協同組合連合会）
- DOWA号（DOWAホールディングス） [11][16]

多くは直接鉄道会社に貨物を依頼するのではなく、鉄道利用運送事業者を通して貨物を発送している。

#### 日本における歴史

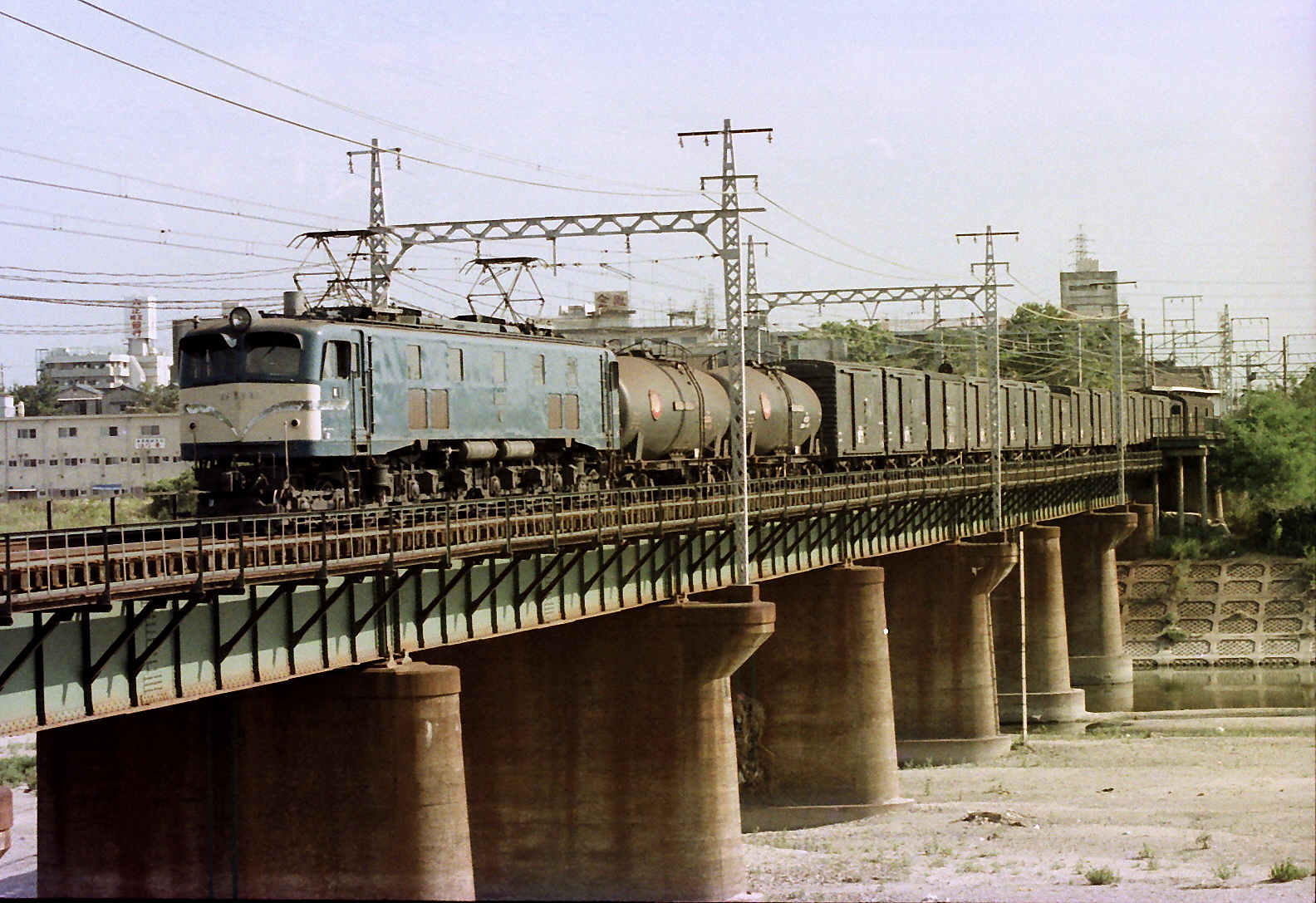
ヤード輸送方式が主流だった頃の貨物列車（1978年）

日本で初めての鉄道貨物輸送が行われたのは、日本の鉄道開業から約一年後の1873年9月15日、当時の新橋駅と横浜駅間であった。
鉄道開業以来、貨物列車を操車場で組替えながら貨車を継送し、各駅で貨車を解結するヤード輸送方式が主流であった。この方式は貨物到着までに日数を要しかつ不確定と言う欠点があった。高速道路網や高規格の国道の整備によって利便性および機動性に優れたトラックによる輸送時間が飛躍的に短縮されると、鉄道利用の場合に発生する車両組替が不要となることもあり、高度成長期以降、一気に凋落した。
日本国有鉄道（国鉄）は大きな赤字を生み出していた貨物輸送体系を抜本的に見直し、ヤード輸送方式は1984年2月1日に全廃された。以降はコンテナ貨車及び石油・化成品・セメント類などの物資適合貨車（専用貨車）を主体とした拠点間直行輸送のみとなり、数多くの貨物取扱駅が廃止されて、多数の専用鉄道も使命を終えた。
また列車種別についても、解結貨物列車や快速貨物列車、地域間急行貨物列車、急行貨物列車等、多数の種別が存在していた貨物列車は、1986年までに専用貨物列車と高速貨物列車の2種類のみに減少した。
日本国土は山岳地帯が多い上に降水量が多く地盤が軟弱であり、さらに地形が入組んでいるため勾配や曲線区間が多いなど鉄道に向くとは言えない条件が揃っていた。
また、工業地帯が臨海部に集中し、鉄道規格も軌間が1067 mmの狭軌であること等、欧米に比べて制限が厳しい。このため貨物列車は他輸送機関に対して競争力が低かった。
モーダルシフト取組の一環として、佐川急便はJR貨物と共同でM250系貨物電車「スーパーレールカーゴ」を開発し東京 - 大阪間の深夜高速輸送を行っている。2010年代以降は、ドライバーの人手不足から貨物輸送をトラックから鉄道に切り替える動きが進んでおり、2017年に日本貨物鉄道（JR貨物）が発足以来初となる鉄道事業の黒字化を達成した。ただし、この黒字化はJR貨物の公共性と厳しい経営状況に対する配慮から旅客鉄道会社に支払う線路使用料が低廉化されていることを考慮する必要がある。
2022年時点、日本で最長距離を走破する貨物列車は札幌 - 福岡間のコンテナ専用列車（定期列車では、北行が2070列車 - 3099列車 - 99列車。南行が98列車 - 3098列車 - 2071列車）で、北海道の農産物等を積載して札幌貨物ターミナル駅を発ち、青函トンネルから本州に入り日本海縦貫線、東海道本線、山陽本線を経由して九州福岡県福岡貨物ターミナル駅までの2127.7 kmを約40時間余りで走破する。